# Noctua subapicalis
Noctua subapicalis là một loài bướm đêm trong họ Noctuidae.